# Limburgsche Separatistische Beweging
De Limburgsche Separatistische Beweging was een separatistische beweging in  Nederlands Limburg van 1842 tot 1849.
Tussen 1842 en 1848 en in het jaar 1849 had deze beweging 1 zetel in de Tweede Kamer, in het jaar 1848 waren dit er 2. Tussen 1840 en 1844 werd ze geleid door Jan Lodewijk van Scherpenzeel-Heusch, welke in het jaar 1848 naast de Nederlandse Tweede Kamer ook in de Duitse Bond verkozen was. Hij wilde dat het Hertogdom Limburg zich volledig bij de Duitse Bond zou aansluiten. Dit zou het afscheid betekenen van de Nederlandse hertogen, koning Willem II en koning Willem III.
| District   | % Separatisten in 1848 |
| ---------- | ---------------------- |
| Venlo      | 26,34%                 |
| Roermond   | 33,24%                 |
| Sittard    | 54,25%                 |
| Heerlen    | 79,02%                 |
| Maastricht | 28,34%                 |